# Beth Grant
Beth Grant (* 18. září 1949 Gadsden, Alabama, USA) je americká herečka. Před zahájením herecké kariéry absolvovala East Carolina University. V roce 2006 hrála matku Andyho Warhola Julii v životopisném filmu Warholka pojednávajícím o herečce Edie Sedgwick. Mezi další filmy, ve kterých hrála, se řadí Rain Man (1988), Nebezpečná rychlost (1994), Čas zabíjet (1996), Apokalypsa (2006), Tahle země není pro starý (2007) nebo Slečna zamilovaná (2009).